# Orybina
Orybina is een geslacht van vlinders van de familie snuitmotten (Pyralidae), uit de onderfamilie Pyralinae.

## Soorten
- O. flaviplaga Walker, 1863
- O. hoenei Caradja, 1935
- O. imperatrix Caradja, 1925
- O. kobesi Roesler, 1984
- O. plangonalis Walker, 1859
- O. regalis Leech, 1889